# Leptoneta ovetana
Espèce
Synonymes
- Leptoneta infuscata ovetana Machado, 1939

Leptoneta ovetana est une espèce d'araignées aranéomorphes de la famille des Leptonetidae.

## Distribution
Cette espèce est endémique des Asturies en Espagne,. Elle se rencontre à Peñamellera Baja dans la grotte Cueva La Loja.

## Description
La femelle holotype mesure 2 mm.

## Systématique et taxinomie
Cette espèce a été décrite sous le protonyme Leptoneta infuscata ovetana par Machado en 1939. Elle est élevée au rang d'espèce par Fernández-Pérez et Prieto en 2023.

## Publication originale
- Machado, 1939 : « Trois nouvelles araignées cavernicoles de l'Espagne. » Bulletin de la Société zoologique de France, vol. 64, p. 60-70.